# René Roger
 (mars 2015).
Si vous disposez d'ouvrages ou d'articles de référence ou si vous connaissez des sites web de qualité traitant du thème abordé ici, merci de compléter l'article en donnant les références utiles à sa vérifiabilité et en les liant à la section « Notes et références ».
René Roger, né le 4 mars 1907 à Attiches et décédé le 3 septembre 1991 à Nice, est un pilote de chasse et as aérien français de la Seconde Guerre mondiale.

## Carrière et combats
Né le 4 mars 1907 à Attiches, il effectua son service militaire en 1927, puis après avoir obtenu son brevet de pilote en 1930, il opta pour une carrière militaire et devint sous-officier de l'Armée de l'air en mai 1931. D'avril 1935 à septembre 1939, promu au grade d'adjudant, il fut posté comme instructeur à la base aérienne du Bourget, volant sur tous types d'appareils, au cours d'exercices tant de jour que de nuit.
Dès la déclaration de guerre de septembre 1939, il fut muté au GC.III/3, alors équipé de MS.406 et employé à des missions diurnes de reconnaissance en territoire allemand et des attaques de bombardement tactique nocturnes. Il obtint sa 1re victoire officielle, en abattant, en moins de 3 minutes, 2 Messerschmitt Bf 109, près du village de Rosendael. Le 19 mai il obtint un nouveau succès contre un Bf 109 et le lendemain, 20 mai, ce fut au tour d'un bombardier bimoteur Heinkel He 111 de tomber sous ses coups.
En août 1940 il fut dirigé sur le GC.II/3 stationné en Afrique du Nord et doté de Dewoitine D.520, avant que de rejoindre la Syrie le 14 juin 1941. Obligé de faire un atterrissage forcé en Turquie le 15 juin, il ne put participer aux combats qui s'ensuivirent entre troupes alliées et Vichystes. Soupçonné de sympathies gaullistes, le gouvernement Pétain lui ordonna de rester sur place comme adjudant-chef assistant de l'assistant de l'Air à l'ambassade d'Ankara pour les 10 mois suivants ; en outre ses demandes réitérées pour passer officier furent rejetées par trois fois et, toujours sous le prétexte de ses sympathies gaullistes, il fut finalement interné de juillet 1942 à mai 1943.
Libéré au bout de 10 mois d'emprisonnement, il rejoignit les Forces françaises libres du Moyen-Orient et, après sa promotion au grade de sous-lieutenant en février 1944, il poursuivit sa carrière au Levant. Il quitta le service armé en septembre 1945 et totalisait alors plus de 3 000 heures de vol.

## Palmarès
Le Service historique de l'Armée de l'Air, le crédite de cinq victoires homologuées. Or, en réalité, et selon le journal de marche de son escadrille ainsi que ses propres revendications, il a obtenu 4 victoires en combat aérien.